# Antiblemma astyla
Antiblemma astyla är en fjärilsart som beskrevs av Heinrich Benno Möschler 1890. Antiblemma astyla ingår i släktet Antiblemma och familjen nattflyn. Inga underarter finns listade i Catalogue of Life.